# 봉황중학교
봉황중학교(鳳凰中學校)는 대한민국 충청남도 공주시 신관동에 있는 공립 중학교이다.

## 학교 연혁
- 1951년 8월 31일 : 문보 제507호로 설립인가
- 1951년 9월 1일 : 개교(공주농업고등학교와 병설)
- 1974년 3월 1일 : 병설에서 분리, 현 교사로 이전
- 2008년 1월 3일 : BTL사업으로 교사 증ㆍ개축
- 2024년 1월 5일 : 제73회 졸업식(110명)
- 2024년 3월 1일 : 제26대 이재국 교장 부임
- 2024년 3월 4일 : 2024학년도 입학(98명)
- 2025년 1월 10일 : 제74회 졸업식(117명)
- 2025년 3월 4일 : 2025학년도 입학(110명)

## 참고 자료
- 봉황중학교 - 한국교육학술정보원 학교알리미